# Carduelis
Genre
Carduelis est un genre de passereaux de la famille des Fringillidae. À la suite d'études phylogénétiques, ce genre traditionnel est scindé en quatre genres : Carduelis ne conservant que trois espèces.

## Taxinomie

### Études phylogéniques
L'étude phylogénique de Zuccon et al. (2012), montre que le genre Carduelis, tel qu'il est défini traditionnellement, est polyphylétique. La plupart de ses espèces sont donc déplacées dans les genres Acanthis (2 espèces), Linaria (4 espèces) et Spinus (20 espèces).

### Liste des espèces
D'après la classification de référence (version 3.3, 2013) du Congrès ornithologique international (ordre phylogénique) :
- Carduelis carduelis – Chardonneret élégant
- Carduelis citrinella – Venturon montagnard
- Carduelis corsicana – Venturon corse